# ملعب آشتر دى كازيرن
ملعب آشتر دى كازيرن (بالهولندية: Achter de Kazerne) ملعب كرة قدم يقع في مدينة ميشيلين ببلجيكا. وهو الملعب الرئيسي لفريق ميشيلين.
ويسمى الملعب باسم آشتر دى كازيرن والتي تعني «وراء ثكنات الجيش» لأنه كان يقع خلف قاعدة عسكرية، وبمرور الأيام اختفت القاعدة العسكرية ولكن ما زال الناس يسمونه باسم آشتر دى كازيرن.
وما بين عامي 2003 و 2006 كان الملعب يسمى باسم ملعب سكارليت نسبة إلى الشركة الراعية له آنذاك، ثم بعدها شركة فيوليا بين عامي 2006 و 2009 , ثم شركة آرغوس أويل حتى الآن.
ويسع الملعب لحوالي 14,145 متفرج ويتم تجديده حتى يسع 18,500 متفرج.